# Бельтинг, Ханс
Ханс Бельтинг (нем. Hans Belting; 7 июля 1935, Андернах — 9 января 2023, Берлин) — немецкий историк искусства и культуры, критик, теоретик коммуникаций.

## Биография
Учился истории, археологии и истории искусства в Майнце и Риме, стажировался в США. Защитил диссертацию в Гамбурге, с 1969 года преподавал в Гейдельбергском университете, в 1980—1992 годах — в Мюнхенском университете. В 1992—2002 годах преподавал в Институте истории искусств и теории средств коммуникации в Карлсруэ. В 2004—2007 годах — директор Международного исследовательского центра наук о культуре в Вене.
Преподавал в Гарвардском и Колумбийском университетах, в Коллеж де Франс и др.

## Научные интересы
Область интересов Бельтинга — культ образов (Бодлер), проблемы визуальной репрезентации, телесность и изображение, фетиш и шедевр, воображение и восприятие в искусстве Средневековья, Возрождения, Нового времени, включая новейшую фотографию, кино, музейную и галерейную практику. Предметом его монографических исследований выступали византийские фрески, мозаики, иллюминированные книги, работы Беллини, ван Эйка, Джорджоне, Босха, М. Бекмана.

## Творческие контакты
Сотрудничал с Д. Кампером.

## Признание
- Труды Бельтинга изданы на многих языках мира.
- член Гейдельбергской академии наук
- член Научной коллегии в Берлине
- Кавалер ордена «За заслуги»
- Почетный иностранный член Американской академии искусств и наук (1992)

## Избранные труды
- 1981: Bild und Publikum im Mittelalter, Berlin (2-е изд. — 1995, 3-е изд. — 2000, франц. пер. — 1998)
- 1983: Das Ende der Kunstgeschichte?, München (2-е изд. — 1984, англ. пер. 1987, франц. — 1989, ит. — 1990, чеш. — 2000, порт. — 2006)
- 1984: Max Beckmann. Die Tradition als Problem in der Kunst der Moderne, München (англ. изд. 1989)
- 1985: Giovanni Bellini. Pietà. Ikone und Bilderzählung in der venezianischen Malerei, Frankfurt
- 1990: Bild und Kult. Eine Geschichte des Bildes vor dem Zeitalter der Kunst, München: C. H. Beck (англ. пер. 1994)
- 1992: Die Deutschen und ihre Kunst. Ein schwieriges Erbe, München (англ. и яп. пер. 1998)
- 1995: Die Erfindung des Gemäldes (mit C. Kruse), München
- 1995: Das Ende der Kunstgeschichte. Eine Revision nach zehn Jahren, München
- 1997: Die Frage nach dem Kunstwerk unter den heutigen Bildern (Hg. mit S. Gohr), Stuttgart
- 1998: Das Erbe der Bilder. Kunst und moderne Medien in den Kulturen der Welt (Hg. mit Lydia Haustein), Beck: München
- 1998: Das Unsichtbare Meisterwerk. Die modernen Mythen der Kunst, München (англ. пер. 2001)
- 1999: Identität im Zweifel. Ansichten der deutschen Kunst, Köln: DuMont
- 2000: Menschenbild und Körperbild, Münster: Rhema
- 2000: (mit Dietmar Kamper, Hg.) Der zweite Blick. Bildgeschichte und Bildreflexion, München: Fink
- 2001: Bild-Anthropologie. Entwürfe für eine Bildwissenschaft, München: Fink (франц. и словен. пер. — 2004)
- 2002: Hieronymus Bosch. Der Garten der Lüste, München
- 2002: (mit Martin Schulz und Dietmar Kamper, Hg.) Quel corps? Eine Frage der Repräsentation, Paderborn
- 2005: Szenarien der Moderne: Kunst und ihre offenen Grenzen, Berlin: Philo and Philo Fine Arts
- 2005: Das echte Bild. Bildfragen als Glaubensfragen, München: C. H. Beck
- 2007: (Hg.) Bilderfragen. Bildwissenschaften im Aufbruch, München: Fink
- 2008: Florenz und Bagdad. Eine westöstliche Geschichte des Blicks, München: C. H. Beck
- 2009: Der Blick hinter Duchamps Tür. Kunst und Perspektive bei Duchamp. Sugimoto. Jeff Wall. Köln: Walther König.
- 2010: Spiegel der Welt: Die Erfindung des Gemäldes in den Niederlanden, München: C. H. Beck, München.

## Публикации на русском языке
- Образ и культ (история образа до эпохи искусства). — М., Прогресс-Традиция, 2002
- История искусства после модернизма. — М., Музей современного искусства «Гараж», 2024